# 가지와라 정류장
가지와라 정류장(일본어: 梶原停留場)은 일본 도쿄도 기타구에 있는 도쿄 도 교통국 도덴 아라카와 선의 정류장이다.

## 정류장 구조
상대식 승강장 2면 2선의 지상 정류장이다. 두 플랫폼은 메이지도리를 낀 반대편에 있어서 약간 떨어져 있다.

## 정류장 주변
- 메이지도리
- 가지와라긴자 상점가
- 동경복지대학 오지 캠퍼스(심리 학부)

## 역사
- 1913년 4월 1일: 영업 개시.

## 인접 정류장
| 도쿄 도 교통국 ■ 도덴 아라카와 선 | 도쿄 도 교통국 ■ 도덴 아라카와 선 | 도쿄 도 교통국 ■ 도덴 아라카와 선 |
| --------------------------------- | --------------------------------- | --------------------------------- |
| 사카에초 와세다 방면              |                                   | 아라카와샤코마에 미노와바시 방면  |